# 국립식량과학원
국립식량과학원(國立食糧科學院, National Institute of Crop Science)은 식량작물·사료작물·풋거름작물·바이오에너지작물 등의 품종개량, 재배법개선, 생산 환경 및 품질보전에 관한 시험·연구와 기술지원에 관한 사무를 관장하는 대한민국 농촌진흥청의 소속기관이다. 2008년 10월 8일 발족하였으며, 전북특별자치도 완주군 이서면 혁신로 181에 위치하고 있다. 원장은 고위공무원단 가등급에 속하는 일반직공무원·농업연구관 또는 농촌지도관으로 보한다.

## 직무
- 시험연구사업, 예산·성과관리, 대외협력 및 홍보의 계획 및 조정
- 보안, 관인관수, 인사, 급여, 회계, 결산, 용도에 관한 사항
- 작물의 유전·육종 및 생리·생태에 관한 연구
- 벼·맥류·밭작물·사료작물·유지작물·풋거름작물·서류의 품종개량 및 재배기술개발
- 작물 생산 환경의 보전 및 개선에 관한 연구
- 식량자원의 개발 및 이용증진에 관한 연구
- 고령지작물[3]·감자의 품종개량, 재배기술개발 및 산지환경관리에 관한 연구
- 북방농업 작물에 관한 기술개발
- 바이오에너지작물·고구마 및 남부지방 소득작물의 품종육성 및 재배기술개발
- 수확물의 품질보전 및 이용증진에 관한 연구
- 간척지에서의 작물의 재배 기술개발 등 간척지 이용에 관한 연구
- 미래 성장 동력 창출을 위한 식량작물의 고부가가치화 연구
- 현장실증시험·연구 및 기술이전

## 연혁
- 1957년 5월 28일: 농사원 소속으로 농업시험장 설치하고 소속기관으로 이리지장을 둠.[4]
- 1961년 10월 2일: 농사원 시험국의 하부조직인 작물원예부로, 이리지장을 이리시험장으로 개편.[5]
- 1962년 4월 1일: 농사원 작물원예부를 농촌진흥청 소속 작물시험장으로, 이리시험장을 이리지장으로 개편.[6]
- 1962년 4월 10일: 작물시험장 소속으로 소사·음성·대구지장 설치.[7]
- 1963년 12월 17일: 수도육종연구소를 설치하고 작물시험장 이리지장을 폐지.[8]
- 1965년 4월 21일: 수도육종연구소를 호남작물시험장·영남작물시험장으로 개편. 작물시험장 소사·음성·대구지장 폐지.[9]
- 1967년 12월 9일: 작물시험장 소속으로 철원출장소를, 호남작물시험장 소속으로 해남출장소를 설치.[10]
- 1970년 4월 8일: 작물시험장 소속으로 강화지소 설치.[11]
- 1972년 11월 29일: 해남출장소 폐지.[12]
- 1973년 9월 6일: 광주출장소 폐지.[13]
- 1978년 5월 10일: 작물시험장 소속으로 남양·춘천·철원출장소를, 호남작물시험장 소속으로 계화도출장소를 설치.[14]
- 1981년 6월 12일: 작물시험장 소속으로 진부출장소를, 호남작물시험장 소속으로 운봉출장소를, 영남작물시험장 소속으로 영덕출장소를 설치.[15]
- 1982년 5월 15일: 영남작물시험장 소속으로 상주출장소 설치.[16]
- 1994년 12월 23일: 호남작물시험장·영남작물시험장을 호남농업시험장·영남농업시험장으로 개편.[17]
- 1999년 5월 24일: 남양·진부·운봉출장소 폐지.[18]
- 2004년 1월 9일: 작물시험장을 작물과학원으로, 호남농업시험장·영남농업시험장을 작물과학원 소속 호남농업연구소·영남농업연구소로 개편.[19]
- 2008년 10월 8일: 국립식량과학원으로 개편.[20] 계화도출장소 폐지.[21]
- 2015년 2월 24일: 전주혁신도시로 이전.[22]

## 조직

### 원장
- 기획조정과[23]
- 운영지원과[23]
- 작물육종과[24]
- 작물재배생리과[24]
- 작물기초기반과[24]
- 기술지원과[23]
- 밀연구팀[24][25]

중부작물부
- 중부작물과[24]
- 수확후이용과[24]
- 재배환경과[28][27]

남부작물부
- 밭작물개발과[24]
- 논이용작물과[24]
- 생산기술개발과[24]

### 소속기관
- 고령지농업연구소
- 바이오에너지작물연구소
- 출장소[24]

| 명칭                      | 소재                               | 분장사무 |
| ------------------------- | ---------------------------------- | --- |
| 국립식량과학원 춘천출장소 | 강원도 춘천시 충열로 251           | - 벼 내냉성의 검정에 관한 시험·연구 - 식량작물 내냉성의 생리·생태에 관한 연구 - 벼 내냉성의 계통육성을 위한 국제공동시험                    |
| 국립식량과학원 철원출장소 | 강원도 철원군 동송읍 태봉로 2346   | - 중북부지방의 중간지대에 적응하는 벼 조생종의 품종개발 및 재배기술의 체계 확립 - 북부지방에 적응하는 식량작물 품종 및 재배기술의 연구·개발 |
| 국립식량과학원 영덕출장소 | 경상북도 영덕군 병곡면 원황길 44   | - 동해안 냉조풍지대에 적응하는 벼 신품종의 개발 - 동해안 냉조풍지대에서의 식량작물 재배기술에 관한 시험 및 개선                             |
| 국립식량과학원 상주출장소 | 경상북도 상주시 화서면 중화로 2161 | - 중산간 고냉지대에 적응하는 벼의 신품종 개발 - 중산간 고냉지대에서의 식량작물 재배기술에 관한 시험 및 개선                                 |

## 같이 보기
- 대한민국 농촌진흥청
- 국립수산과학원